# 양양연어사업소
양양연어사업소는 한국수산자원사업단(농림수산식품부 산하 위탁집행형 준정부기관) 소속의 사업소이다. 종전 대한민국 농림수산식품부 국립수산과학원 중앙내수면연구소 소속의 '냉수성어류연구센터'이었으나, 2011년 한국수산자원사업단(농림수산식품부 산하 위탁집행형 준정부기관) 출범에 따라 사업단 소속 양양연어사업소로 변경되었다. 강원특별자치도 양양군 손양면 송현리 424-1에 위치하고 있다.

## 사건·사고 및 논란

### 민영화 추진 논란
2010년 7월 8일 강원도 양양군청과 국립수산과학원 등에 따르면 농림수산식품부는 수산자원관리법을 개정·공포하고, 2011년 1월부터 수과원내 연어 등 수산자원 조성업무를 담당하는 부서 및 연구기관을 한데 모아 ‘수산자원사업단’이라는 민영 법인체를 발족·운영할 계획이다. 양양군은 센터가 민영화 될 경우 경영과 성과를 중시하는 경영구조로 바뀌게 돼 수산자원의 순수한 연구개발보다는 수익성 있는 양식사업 등에 비중을 둘 가능성이 높아 연어와 같은 공공목적의 방류사업에 소홀해질 수 있다고 분석하고 있다.
이에 대해 수과원 기획전략팀 관계자는 “연어는 국가차원에서 육성해야 하는 소중한 자원으로, 오히려 연구를 강화할 방침”이라고 말했다.
한편, 양양군청은 국회와 정부에 냉수성어류연구센터를 아예 양양군으로 이관해 줄 것을 요청하기로 했다.
2010년 11월 17일 수산자원사업단 본사 소재지가 부산광역시로 결정되고, 냉수성어류연구센터는 수산자원사업단 양양연어사업소로 변경하기로 했다.

## 내수면생명자원센터
한국수산자원관리공단의 4대 지사중 동해지사(포항) 산하의 강원도 양양연어사업소는 현재 내수면생명자원센터의 역할을 하고 있다.
양양연어사업소는 연어와 관련해서 중요한 내수면생명자원을 관리하는 국내외적으로 중추적인 기관이다.
- 1985년 381만 마리에서 연어종묘(치어) 방류량은 2015년에 1,500만 마리로 증가
- 우리나라는 2003년에 북태평양소하성어류위원회 가입
- 연어 모천국 - 연어 치어 방류 및 회귀 등 총제적 관리 국가

## 같이 보기
- 한국수산자원사업단(한국수산자원관리공단)
- 내수면양식연구센터